# Yard pătrat
Un yard pătrat (conform originalului din limba engleză, square yard) este o unitate de măsură de suprafață imperială, dar și normal folosită în Statele Unite ale Americii, care nu aparține sistemului metric, folosită istoric în toate fostele colonii ale Angliei și/sau ale Marii Britanii. Actualmente, doar Statele Unite folosește masiv această unitate de măsură. 
Un yard pătrat constă în măsura suprafeței unui pătrat cu latura de un yard, sau a unuia cu laturile de trei picioare (deci 9 ft2, picioare pătrate), sau a unuia cu latura de 36 de țoli (deci 1.296 in2, inch pătrați, sau, în Sistemul Internațional, a unui pătrat cu latura de 0,9144 metri.

## Simboluri
Întrucât nu există simboluri universal acceptate pentru yard, se folosesc adesea următoarele convenții de notare:
- square yards, square yard, square yds, square yd
- sq yards, sq yard, sq yds, sq yd, sq.yd.
- yards/-2, yard/-2, yds/-2, yd/-2
- yards^2, yard^2, yds^2, yd^2
- yards², yard², yds², yd²

## Conversii
Un yard pătrat este echivalent cu:
- 1.296 inch pătrați (în original, square inches)
- 9 picioare pătrate (în original, square feet)
- ≈0,00020661157 acri (în original, acres)
- ≈3,22830579 × 10-7 mile pătrate (în original, square miles)
- 836.127,36 milimetri pătrați
- 8.361,2736 centimetri pătrați
- 0,83612736 metri pătrați
- 8,3612736 × 10-7 kilometri  pătrați

## A se vedea și
- 1 E-1 m² pentru o comparare cu alte arii (mărimi ale suprafețelor)
- Yard cubic (conform cubic yard)
- Ordin de mărime
- Rădăcină pătrată
- Ridicarea la putere
- Suprafață
- Unitate de măsură